# ضرابخانه‌های ساسانی
ضرابخانه‌های ساسانی در شهرهایی قرار داشتند که از لحاظ تجاری و نظامی حائز اهمیت بوده و به دست شاهان ساسانی تأسیس یا بازسازی شده بودند.
درحالی‌که تاکنون بیش از یکصد علامت ضرابخانه شناخته شده، فقط حدود ۲۰ تای آن در امپراتوری ساسانی برای ضرب سکه به کار رفته‌است. بسیاری از این ضرابخانه‌ها به‌طور موقتی و تنها برای پرداخت مستمری سپاهان تأسیس شده بودند و حتی در ضرابخانه‌های عمده نیز ضرورتی نداشت تا هر سال سکه ضرب گردد.
احتمالاً ضرابخانه‌ها تحت نظارت واستریوشان سالار (رئیس امور مالی) بوده‌اند. از کل مضروبات پیداست که از همان آغاز مدیریتی مرکزی وجود داشته و بر سکه‌زنی نظارت می‌کرده‌است. مطمئناً در بدو امر یعنی زمانی که فقط یک یا دو ضرابخانه فعال بوده‌است، گسترش سکه‌خانه‌ها از تیسفون آغاز شده‌است. بعداً از زمان بهرام دوم در نشر سکه‌زنی در کل شاهنشاهی هماهنگی پدید می‌آید که لازمهٔ آن هدایت مرکزی بوده‌است. درعین‌حال، در همهٔ دوره‌ها ضرابخانه‌های مرکزی وجود داشته که شاخص بوده و بازار اصلی ضرب را هم بر عهده داشته‌اند. ظهور گاه‌وبیگاه بعضی نشانه‌های اختصاصی ضرابخانه‌ها حاکی از برپایی سکه‌خانه‌های موقتی است که به وسیلهٔ ضرابخانهٔ مرکزی تأسیس شده و با همان سر سکه‌ای که از مرکز فرستاده می‌شد شروع به ضرب سکه می‌کردند و سپس دوباره برچیده می‌شدند.
شمار ضرابخانه‌ها در هر دوره متفاوت است. در آغاز شاید بیش از سه سکه‌خانه وجود نداشته‌است، اما در سدهٔ چهارم میلادی با سفرهای جنگی شاپور دوم به مشرق سکه‌خانه‌های زمان جنگ نیز پدید آمدند که یکی از آنها دقیقاً در افغانستان کنونی قرار داشت. با پیشینه‌های منفرد در دوران پادشاهی بهرام یکم و شاپور دوم، ذکر اجباری نام سکه‌خانه‌ها با پادشاهی بهرام پنجم آغاز می‌شود. احتمالاً همزمان با اقدام خسرو انوشیروان) به اصلاحات مالیاتی که بر سکه‌زنی نیز عمیقاً تأثیر گذاشته بود، سکه‌خانه‌ها استاندارد شده و ظرفیت آنها محاسبه و سهمیهٔ آنها مشخص گردید. از این زمان به بعد بر روی سکه‌ها سال پادشاهی، جانشین علامت نشر می‌شود و نشر سکه نیز به دلیل تعیین مقدار نشر از مرکز محدود می‌شود.
از ویژگی‌های سکه‌های ساسانی ذکر نام شهری است که سکه در آن ضرب می‌شده‌است. ذکر نام ضرابخانه از زمان بهرام چهارم (۳۸۸–۳۹۹ میلادی) به صورت رسمی بر پشت سکه‌ها صورت گرفت. آوردن نام ضرابخانه بر سکه‌ها کمک شایان توجهی به پژوهش‌گران کرده‌است تا به شناسایی هر چه بیشتر شهرهایی که سکه در آن ضرب می‌شده‌است، بپردازند. معمولاً در سکه‌ها نام ضرابخانه به علت کمبود جا به صورت اختصاری شدهٔ آن به کار رفته‌است، همین امر باعث گردیده‌است که در حال حاضر تعدادی از این ضرابخانه‌ها توسط محققان و سکه‌شناسان مختلف به دو یا چند شهر متفاوت که صورت اختصاری شدهٔ آنها شبیه به هم هستند، منتسب شود. بسیاری از این شهرها در حال حاضر از صفحهٔ روزگار محو شده یا تنها ویرانه‌هایی از آنها برجای مانده‌است.
برخی از ضرابخانه‌های ساسانی:
از شهرها و ضرابخانه‌هایی که نام آنها در پشت سکه‌های ساسانی حک شده می‌توان به: آذربایجان، آمل، ابرشهر، اران، اردشیر خوره، استخر، ارمنستان، ایران، ایران خوره شاپور (شوش)، جرم قباد، بست، بلخ، بیشاپور، تپورستان، تروکوارت، تیمره گلپایگان، جی، خواش، خوزستان، دارابگرد، دینور، رامهرمز، ری، ریوارد شیر، زوزن، سغد، رابطه جنسیتان، سمرقند، شیراز، کرمان، گرگان، مرو، مرو رود، نهاوند، نهریتری، ورچن (گرجستان)، وه‌اردشیر، وه انتیوک خسرو، هرات و همدان اشاره کرد.

## ضرابخانه ها
| ردیف | نام مختصر (نماد) به دبیره پهلوی | ترانویسی نام مختصر به لاتین | ترانویسی نام مختصر به فارسی | نام کامل                   |
| ---- | ------------------------------- | --------------------------- | --------------------------- | -------------------------- |
| ۱    | 𐭠𐭥𐭯                             | ARP                         | اپر                         | اپرشهر (نیشابور)           |
| ۲    | 𐭠𐭲                              | AT                          | آت                          | آترا (آترپاتکان/آذربایجان) |
| ۳    | 𐭠𐭥𐭲                             | ART                         | ارت                         | اردشیرخوره                 |
| ۴    | 𐭠𐭥𐭬 - 𐭠𐭫𐭬                       | ARM                         | ارم                         | ارمنستان                   |
| ۵    | 𐭠𐭬                              | AM                          | آم                          | آمل                        |
| ۶    | 𐭰𐭲                              | ST                          | ست                          | اصطخر                      |
| ۶    | 𐭠𐭥 - 𐭠𐭩                         | AW , AY                     | آو، آی                      | اهواز                      |
| ۸    | 𐭠𐭩𐭥 - 𐭠𐭩𐭥𐭠𐭭                     | AYR, AYRAN                  | آی، آیر                     | ایرانشهر شاپور (شوش)       |
| ۹    | 𐭠𐭥𐭫𐭠𐭭 - 𐭠𐭩𐭥𐭠𐭭                   | AYRAN                       | ایران                       | ایران                      |
| ۱۰   | 𐭡𐭰𐭥𐭠                            | BJRA                        | بجرا                        | بصره                       |
| ۱۱   | 𐭡𐭤𐭫- 𐭡𐭫𐭤                        | BXL, BLX                    | بلخ، بخل                    | بلخ                        |
| ۱۲   | 𐭡𐭩𐭱                             | BYŠ                         | بیش                         | بیشاپور                    |
| ۱۳   | 𐭲𐭠𐭩                             | TAY                         | تای                         | تای                        |
| ۱۴   | 𐭲𐭰𐭩                             | TČY                         | تچی                         | تچی                        |
| ۱۵   | 𐭢𐭣                              | GD                          | گد                          | جی (اصفهان)                |
| ۱۶   | 𐭤𐭫𐭬                             | XLM                         | خلم                         | خلم                        |
| ۱۷   | 𐭣𐭠                              | DA                          | دا                          | دارابگرد                   |
| ۱۸   | 𐭥𐭠𐭬                             | RAM                         | رام                         | رامهرمز                    |
| ۱۹   | 𐭥𐭤𐭥                             | RXW                         | رخو                         | رخواده                     |
| ۲۰   | 𐭥𐭩𐭥                             | RYW                         | ریو                         | ریواردشهر                  |
| ۲۱   | 𐭥𐭣                              | RD                          | رد                          | ری                         |
| ۲۲   | 𐭦𐭥𐭦𐭭                            | ZWZN                        | زوزن                        | زوزن                       |
| ۲۳   | 𐭰𐭪                              | SK                          | سک                          | زرنج، سکستان (سیستان)      |
| ۲۴   | 𐭮𐭬𐭥                             | SMR                         | سمر                         | سمرکند (سمرقند)            |
| ۲۵   | 𐭰𐭠𐭰𐭥                            | ČAČW                        | چاچو                        | چاچ (تاشکند)               |
| ۲۶   | 𐭱                               | Š                           | ش                           | اصفهان (؟)                 |
| ۲۷   | 𐭱𐭩                              | ŠY                          | شی                          | شیز                        |
| ۲۸   | 𐭯𐭥                              | PR                          | پر                          | پرات (فرات)                |
| ۲۹   | 𐭪𐭥                              | KR                          | کر                          | کرمان                      |
| ۳۰   | 𐭢𐭥                              | GW                          | گو                          | گرگان                      |
| ۳۱   | 𐭢𐭥𐭦𐭠𐭭                           | GRZAN                       | گرزان                       | گرزوان                     |
| ۳۲   | 𐭢𐭭                              | GN                          | گن                          | گندی‌شاپور                  |
| ۳۳   | 𐭬𐭥 - 𐭬𐭥𐭥 - 𐭬𐭫                   | MR, MRW, ML                 | مر، مرو                     | مرو                        |
| ۳۴   | 𐭬𐭥𐭥𐭭𐭠 𐭥𐭥𐭲                       | MRWNA RWT                   | مرونا روت                   | مرورود                     |
| ۳۵   | 𐭬𐭩                              | MY                          | می                          | میبد(؟)، میشان (؟)         |
| ۳۶   | 𐭭𐭰𐭥                             | NHR                         | نهر                         | نهر تیری                   |
| ۳۷   | 𐭭𐭤 - 𐭭𐭩𐭤 - 𐭭𐭩                   | NH, NYH, NY                 | نه، نیه، نی                 | نهاوند                     |
| ۳۸   | 𐭥𐭤                              | WH                          | وه                          | وه‌اردشیر (سلوکیه[؟])       |
| ۳۹   | 𐭥𐭮𐭯                             | WSP                         | وسپ                         | ویسپ شادخسرو               |
| ۴۰   | 𐭥𐭩𐭤𐭰                            | WYHC                        | ویهج                        | تیسفون                     |
| ۴۱   | 𐭥𐭩𐭤                             | WYH                         | ویه                         | وه کواد نهاوند             |
| ۴۲   | 𐭠𐭤𐭬                             | AHM                         | اهم                         | همدان                      |
| ۴۳   | 𐭤𐭥𐭠                             | HRA                         | هرا                         | هرات                       |
| ۴۴   | 𐭩𐭦                              | YZ                          | یز                          | یزد                        |
| ۴۵   | 𐭡𐭡𐭠                             | BBA                         | ب‌ب‌آ                         | دربار سیار در جنگ/(دربار)  |